# Solens tempel (Peking)
Solens tempel eller Ritanparken eller Ritan Gongyuan (kinesiska: 日坛公园) är en park i Peking i Kina. Solens tempel ligger norr om Chang'anavenyn utanför östra Andra ringvägen.
Solens tempel ligger 47 meter över havet. Terrängen runt Solens tempel är mycket platt. Runt Solens tempel är det tätbefolkat, med 849 invånare per kvadratkilometer. Runt Solens tempel är det i huvudsak tätbebyggt.